# Трибуњ
Трибуњ је место и средиште општине у саставу Шибенско-книнске жупаније, у средишњој Далмацији, Република Хрватска.

## Географија
Трибуњ се налази око 3 км западно од Водица.

## Историја
Насеље се до територијалне реорганизације у Хрватској налазило у некадашњој великој општини Шибеник. У саставу града Водица насеље се налазило до 2006. године, када је успостављена општина Трибуњ.

## Насељена места
У општини Трибуњ налази се само једно истоимено насељено место.

## Становништво
Према попису становништва из 2011. године, општина, односно насељено место Трибуњ је имало 1.536 становника.
| Демографија | Демографија | Демографија |
| Година      | Становника  | Становника  |
| ----------- | ----------- | ----------- |
| 1971.       | 1.223       |             |
| 1981.       | 1.110       |             |
| 1991.       | 1.333       |             |
| 2001.       | 1.390       |             |
| 2011.       |             | 1.536       |

## Попис 1991.
На попису становништва 1991. године, насељено место Трибуњ је имало 1.333 становника, следећег националног састава:
| Попис 1991.‍   | Попис 1991.‍  | Попис 1991.‍ | Попис 1991.‍ | Попис 1991.‍ |
| ------------- | ------------ | ----------- | ----------- | ----------- |
|               |              |             |             |             |
| Хрвати        | Хрвати       |             | 1.223       | 91,74%      |
| Срби          | Срби         |             | 41          | 3,07%       |
| Југословени   | Југословени  |             | 10          | 0,75%       |
| Муслимани     | Муслимани    |             | 4           | 0,30%       |
| Мађари        | Мађари       |             | 2           | 0,15%       |
| Македонци     | Македонци    |             | 2           | 0,15%       |
| Словаци       | Словаци      |             | 2           | 0,15%       |
| Словенци      | Словенци     |             | 2           | 0,15%       |
| Бугари        | Бугари       |             | 1           | 0,07%       |
| Немци         | Немци        |             | 1           | 0,07%       |
| Црногорци     | Црногорци    |             | 1           | 0,07%       |
| остали        | остали       |             | 2           | 0,15%       |
| неопредељени  | неопредељени |             | 9           | 0,67%       |
| регион. опр.  | регион. опр. |             | 1           | 0,07%       |
| непознато     | непознато    |             | 32          | 2,40%       |
| укупно: 1.333 |              |             |             |             |

## Познате личности
- Мишо Ковач, певач забавне музике